# سوسکچه دماغ‌دراز پاچیرینچوس
سوسکچه دماغ‌دراز پاچیرینچوس(نام علمی: Pachyrhynchus) نام یک سرده از تیره سوسکچه‌های خرطوم‌دار است.